# Huangzhuzhou (sockenhuvudort i Kina, Hunan Sheng, lat 29,12, long 112,08)
Huangzhuzhou är en sockenhuvudort i Kina. Den ligger i provinsen Hunan, i den södra delen av landet, omkring 130 kilometer nordväst om provinshuvudstaden Changsha. Antalet invånare är 15 844. Befolkningen består av 7 861 kvinnor och 7 983 män. Barn under 15 år utgör 12,0 %, vuxna 15-64 år 75 %, och äldre över 65 år 12,0 %.
Runt Huangzhuzhou är det tätbefolkat, med 397 invånare per kvadratkilometer. Närmaste större samhälle är Hangongdu, 16,4 km väster om Huangzhuzhou. Trakten runt Huangzhuzhou består till största delen av jordbruksmark.
Genomsnittlig årsnederbörd är 1 693 millimeter. Den regnigaste månaden är maj, med i genomsnitt 281 mm nederbörd, och den torraste är december, med 34 mm nederbörd.